# Apodemodex cornutus

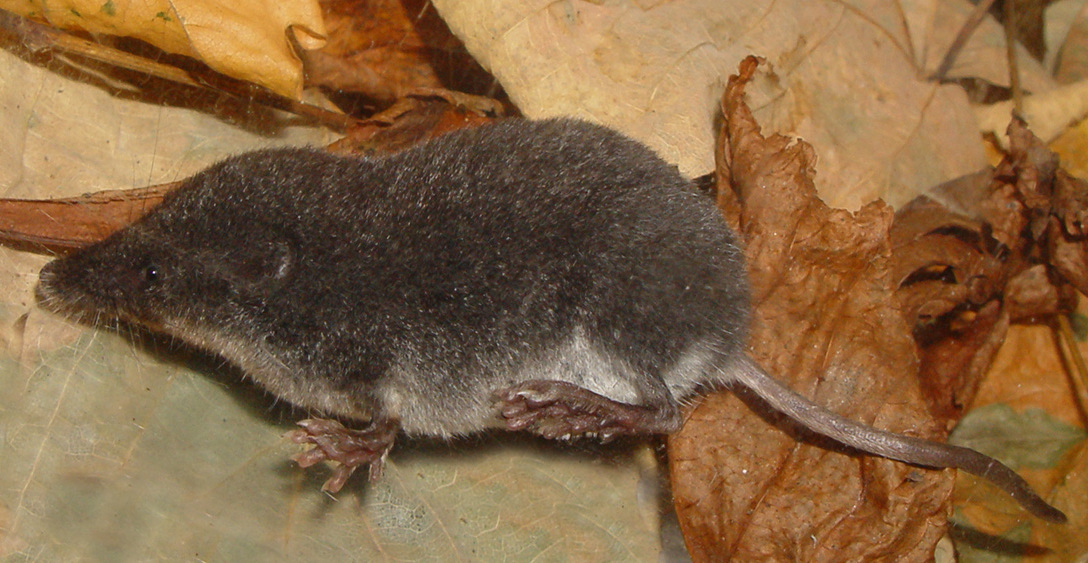
Rzęsorek mniejszy, jedyny żywiciel A. cornutus

Apodemodex cornutus – gatunek roztocza z rodziny nużeńcowatych, jedyny z monotypowego rodzaju Apodemodex. Jego jedynym znanym żywicielem jest rzęsorek mniejszy.

## Taksonomia
Rodzaj i gatunek typowy opisane zostały po raz pierwszy w 1982 roku przez Vladimíra Bukvę. Jako lokalizację typową wskazano Czeskie Budziejowice na południu Czech. Nazwa rodzajowa to połączenie słów apodema i dex oznaczającego „robak”. Epitet gatunkowy oznacza po łacinie „rogaty”.

## Morfologia
Samice osiągają od 121 do 137 μm długości i od 47 do 66 μm szerokości, a samce od 137 do 148 μm długości i około 68 μm szerokości ciała. Pokrój ciała jest dość krótki i przysadzisty, jak na przedstawiciela rodziny.
Bardzo szeroka, ponad dwukrotnie szersza niż dłuższa gnatosoma odznacza się w widoku brzusznym krawędziami przednią i bocznymi tworzącymi jeden regularny, nieprzerwany łuk. Nasady nogogłaszczków leżą powyżej tego łuku. Spośród dwóch ruchomych członów nogogłaszczka pierwszy jest nabrzmiały z drobnym guzkiem na grzbiecie, a drugi zaopatrzony w dwa kolce szpatułkowate i jeden smukły i spiczasty. Kolce nadbiodrowe są kikutowate. Szczyt styloforu jest szeroko zaokrąglony. Narządy gębowe umieszczone są w okienku w oskórku brzusznej strony gnatosomy. Obramowanie tego okienka zesklerotyzowane jest tylko na przedzie, w innych miejscach jest niewyraźne. Hypostom jest uwsteczniony do formy prostokątnej struktury w przedniej części okienka. Na przedzie podkowiastej nabrzmiałości gardzieli leżą wyraźne szczecinki subgnatosomalne.
Zarys podosomy jest najszerszy między odnóżami drugiej i trzeciej pary, regularnie łukowaty po bokach. Na spodzie podosomy leżą cztery pary płytek epimeralnych; te ostatniej z nich u samicy zlewają się w tylnych ¾. Występują cztery pary odnóży mających trzy człony ruchome, z których drugi zaopatrzony jest w drobną, trójkątną ostrogę tylno-brzuszną, a trzeci w parę prawie prostych pazurków z dwoma dużymi, nieco odgiętymi wierzchołkami każdy. Samiec ma na wierzchu podosomy silny edeagus długości od 20 do 23 μm oraz dwie pary owalnych guzków grzbietowych, z których tylna oraz szczeliniasty otwór płciowy leżą między wysokością drugiej a trzeciej pary odnóży. Wulwa samicy leży śródbrzusznie na pograniczu podosomy i tagmy następnej.
Opistosoma jest krótsza i węższa od podosomy, delikatnie rowkowana poprzecznie, na końcu szeroko zaokrąglona, u obu płci pozbawiona narządu opistosomalnego. Na opistosomie znajduje się stożkowaty wyrostek śródgrzbietowy, a u samca ponadto dwie pary małych wyrostków guzikowatych, z których przednia leży grzbietowo-bocznie, a tylna brzuszno-bocznie.

## Ekologia i występowanie
Roztocz ten jest monoksenicznym pasożytem rzęsorka mniejszego. Bytuje w mieszkach włosowych na skórze ciemienia, okolic pyska i żuchwy gospodarza. Na rzęsorku tym żyje również Demodex neomydis.
Gatunek podawany z Czech.